# ニューヨーク市地下鉄R33形電車
R33形電車（R33がたでんしゃ）は、1962年と1963年にセントルイス・カー・カンパニーによって製造されたニューヨーク市の地下鉄車両である。R33形はAディビジョンのR29形の「フォローアップ」または補充車であり、それらに非常によく似ている。これらの車両は、R33S（R33WF）と区別するために、R33ML（R33 M ain L ine）とも呼ばれていた。合計500両が製造され、番号は8806〜9305で、2両編成で配置された。
R33Sは1962年11月15日に営業運転を開始した。初期に製造されたグループにAディビジョンを後付けでクーラーを取り付ける改造が1972年から1982年の間で行われた。 1987年から1991年の間にリニューアルが行われた。 R33は、2000年代初頭に、 R142およびR142A型に置き換えられ、最終列車は2003年4月20日に運行された。引退後、ほとんどのは人工魚礁として海に沈められたが、数両が保存されている。

## 歴史
R33形は、1962年11月15日に500両が製造され、すべてのIRT地下鉄路線で運行された。   1972年、車両は最初になったAディビジョンの車両が後付けされる空調車7分の9086、9分の9118、3分の9162、7分の9226、3分の9282、5分の9294が改造された239丁目車両基地で小型のIRT車に適合するように設計されたストーンセーフティエアコンユニットの改良版であり、1982年までにすべてのR33形にエアコンが導入された。車両も1987年から1991年の間に再建された。
再構築される前は、R33形は次のようにグループ化されていた。
- 車両番号8806–9075にはゼネラルエレクトリックの電気機器が搭載されていた。
- 車両番号9076–9305にはウェスティングハウス電気機器があった。

1987年から1991年の初めにかけて、R33の車両は、 MTAの207番街とコニーアイランドのオーバーホールショップによってオーバーホールされ、改造された。すべての車にゼネラルエレクトリックの機器が取り付けられた。既存の一般電気自動車は、ニューヨーク・エア・ブレーキトランブレーキパッケージを受け取った。以前のウェスティングハウスの車は、ウェスティングハウスエアブレーキカンパニーから更新されたブレーキパッケージを受け取った。
改造後、R33形が走った2系統 、 4系統、および5系統、および7系統の列車が走った。

## 引退
1996年、ニューヨークシティトランジット（NYCTA）は、1999年に就航したR142形とR142A形の到着とともに、すべてのレッドバードの段階的廃止を開始すると発表しペア8842–8843、9090–9091、9240–9241、9294–9295、9302–9303で構成されるR33の最終列車は、2003年4月20日に4系統を走った。
引退した車のほとんどはスクラップにされて人工魚礁形成のため大西洋に投棄された。しかし、一部の車両は、ニューヨーク市の地下鉄システム全体でさまざまな目的のために保存された。完全なリストは次のとおりだ。
- 8885 -ペアを組んでいた8884がフランクリン・アベニュー駅の南で脱線して大破し復旧不可能になったため、IRTダイアー・アベニュー線のレール粘着車に改造された。 [4]秋のシーズン中、8885は他の編成に組み込まれた。
- 8912–8913 –ブロンクスのハンツポイントにある高架構造労働者向けのトレーニング施設であるティファニーストリートアイアンショップで静的ディスプレイとして使用される。この編成は以前、239丁目車両基地で脱線に巻き込まれた車両である。
- 9010–9011、9016–9017、9068–9069、および9206–9207 -ニューヨーク交通博物館に保存されている。それらはさまざまな色のペイントスキームに塗り直され、主に多くの色の列車で、引退以来さまざまな目的に使用された。
- 9075 -クイーンズのキューガーデンにあるクイーンズ自治区ホールの外に展示されている。車はスイングドアで改造され、観光センターに改造されたが、後援が少なかったため、2015年に閉鎖された。 [5]それ以来、車は現在、ランドマークとして、そして映画撮影のために使用されている。 [6]
- 21ペアは黄色と黒に塗られ、1999年から2007年にかけてR161ライダーカーRD400–RD441[7] [8] 。これにより古いR71ライダーカー（元R21形・R22形）が引退した。 RD407（元8869）は脱線で損傷し、2013年に廃棄された。 RD440–RD441はさらに除氷車に改造された。

他の車は、2013年に廃棄されるまで作業用に保管されていた。完全なリストは次のとおりだ。
- ペア8812–8813、8834–8835、8996–8997、および9000–9001 – 2013年に廃棄されるまで、ごみ列車を運搬するために使用されていた。これは38thStreet Yardに基づいていた。
- ペア8888–8889 – 2013年に廃棄されるまでごみ列車を運搬するために使用される。ウェストチェスターヤードを拠点としていましたが、2011年にウェストチェスターヤードが地下鉄の車を仕事に使うのをやめたとき、それはやめられた。
- ペア9156–9157 –フロイドベネットフィールドでの警察訓練に使用され、2013年にペアがR32形で再構築されたペア3594–3595に置き換えられた。車はリンデンヤードに移され、2014年には処分のために207番街ヤードに移された。

| 路線 | 運用年    | 運用車両                                   |
| ---- | --------- | ------------------------------------------ |
|      | 1962      | 全メーカー製造車                           |
|      | 1963–1966 | All General Electric and Westinghouse cars |
|      | 1966      | 全メーカー製造車                           |
|      | 1966–1985 | ゼネラル・エレクトリック（GE）社 製造車    |
|      | 1966–1988 | ウェスティングハウス 製造車                |
|      | 1984–1986 | いくつかの ウェスティングハウス社 製造車   |
|      | 1986–2002 | ほとんどのリニューアル車                   |
|      | 1988–2003 | いくつかのリニューアル車                   |
|      | 1989–1996 | Some rebuilt cars                          |

## ギャラリー

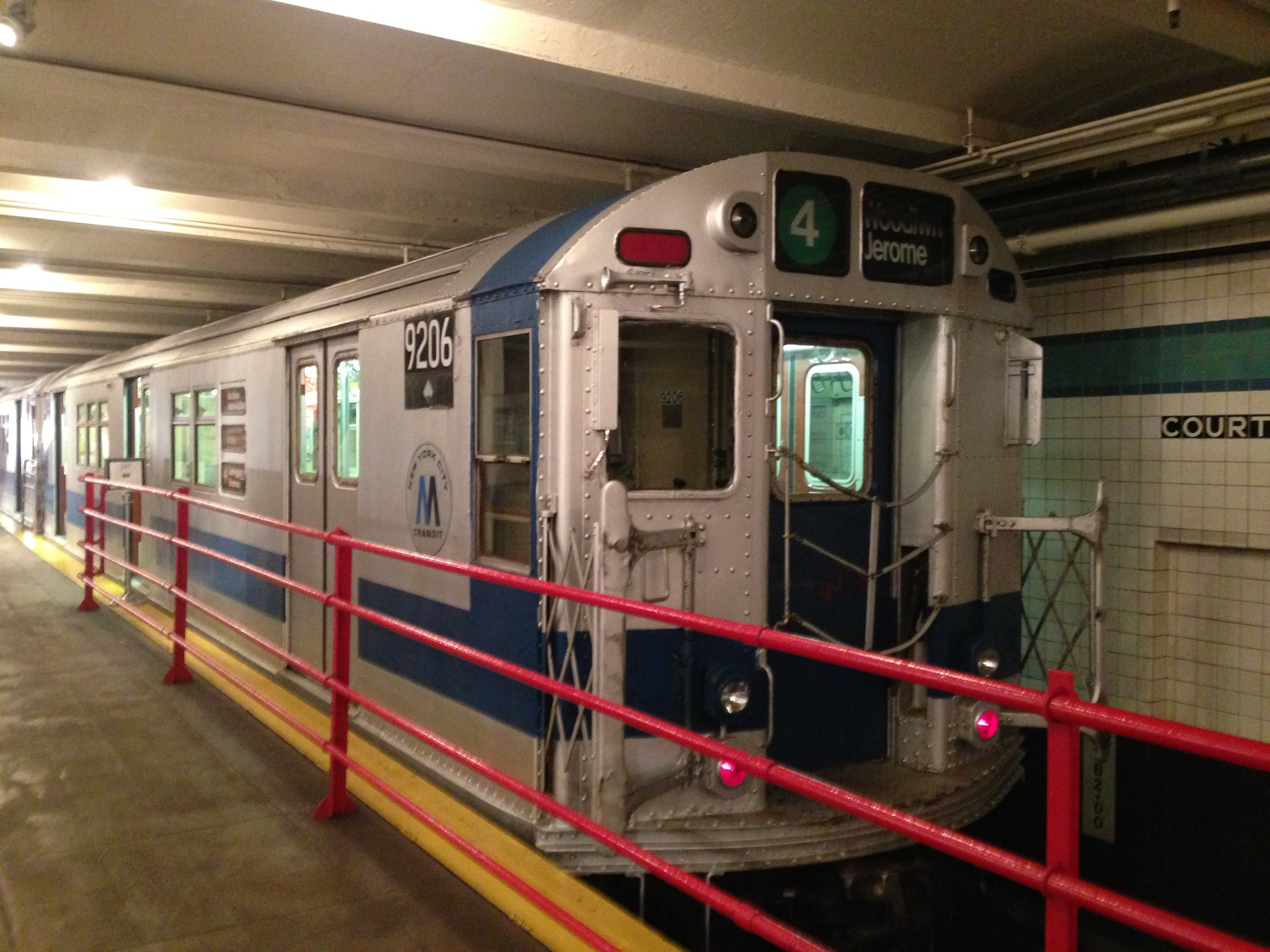
ニューヨーク交通博物館に展示されているR33の9206
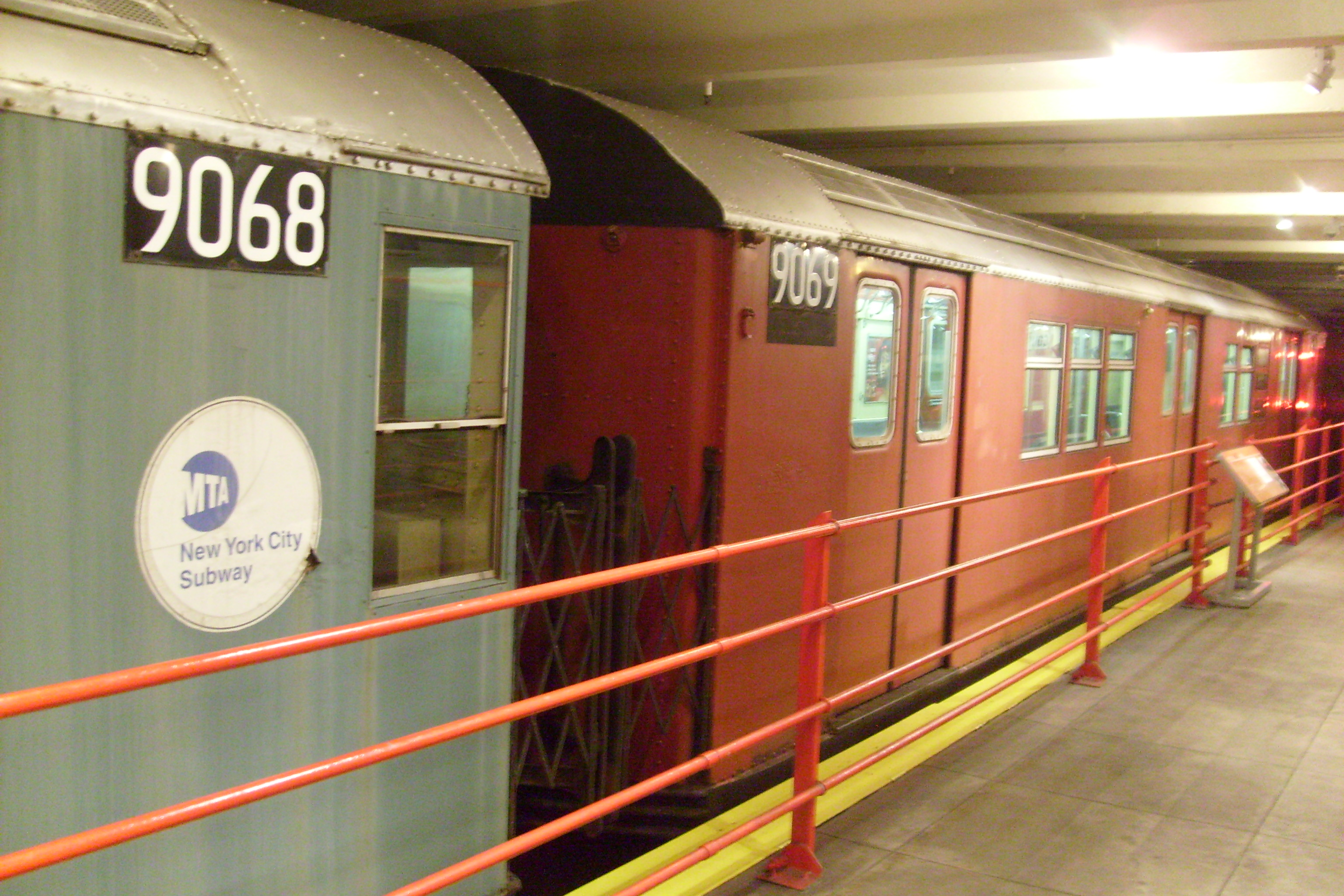
R33車が持っていた2つの異なるペイントスキーム：ケールグリーン（手前）とガンレッド（奥）
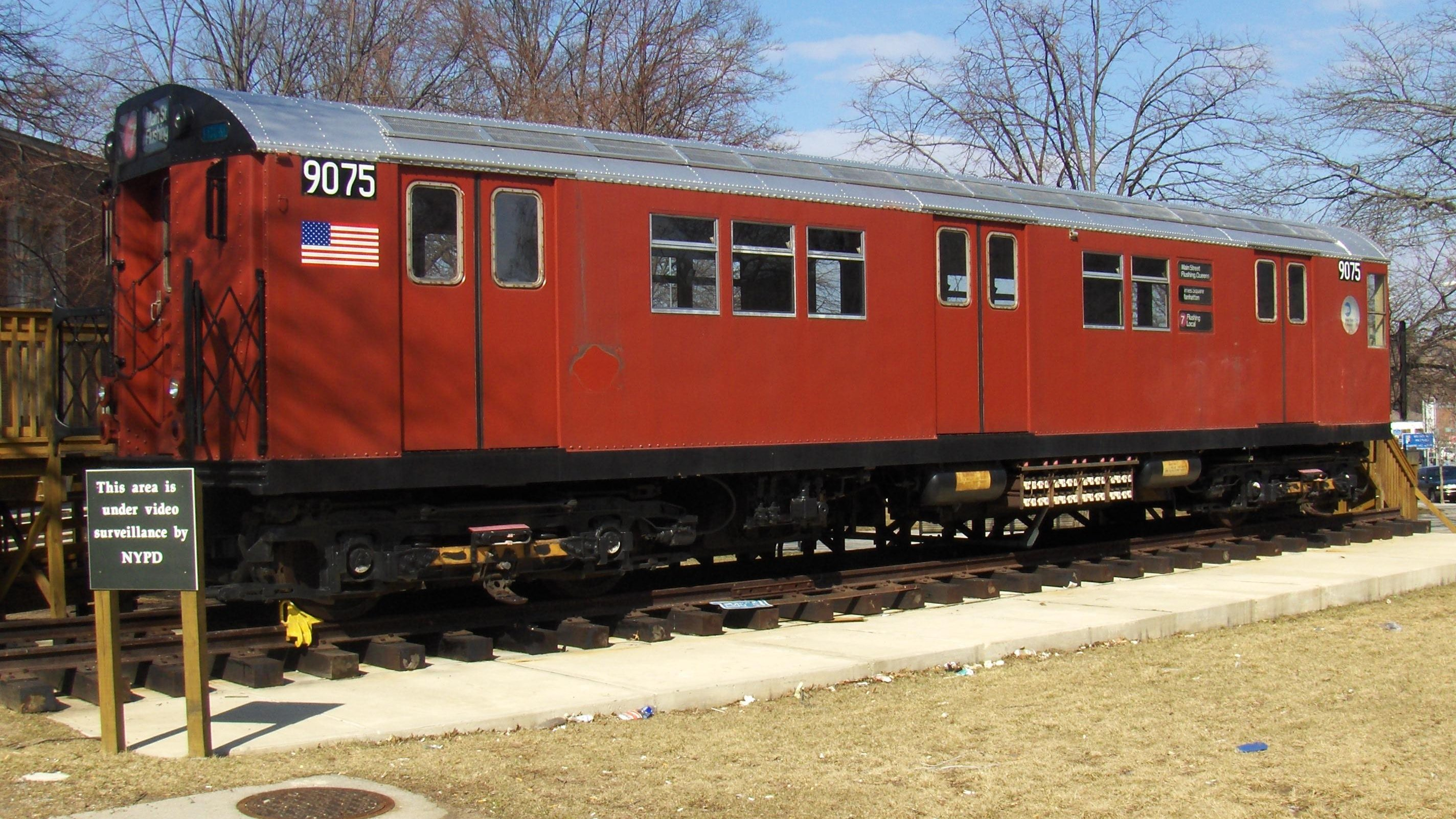
クイーンズ自治区ホールに展示されている9075
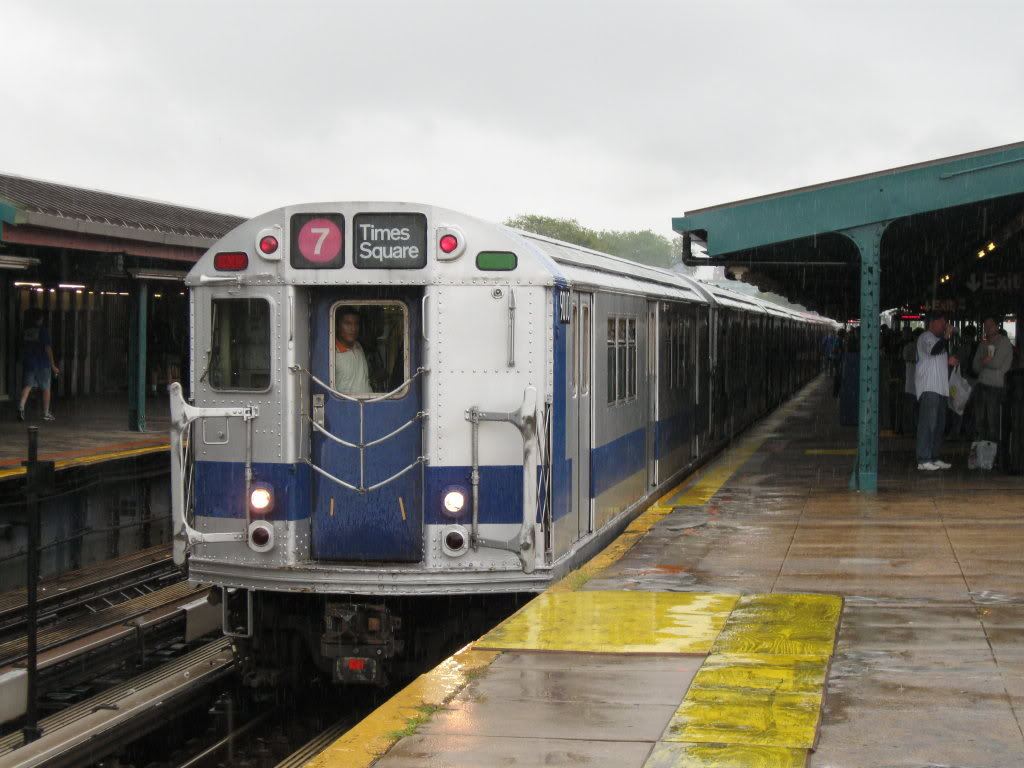
2008年、Many colors Trainに列車に組まれた9010
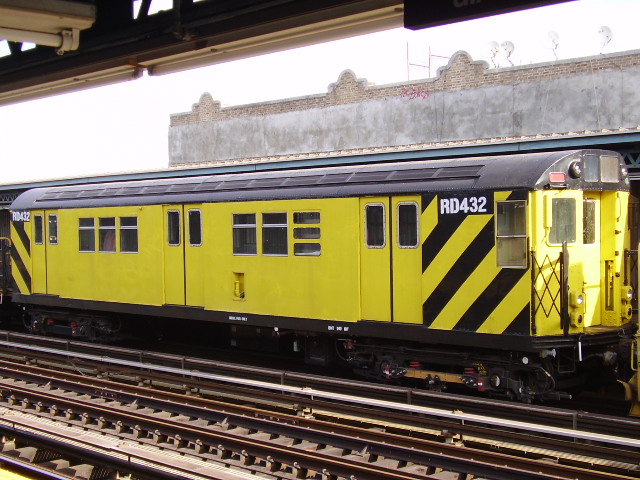
R161ライダーカーRD432